# Vespasiano Strada
Pour les articles homonymes, voir Strada.
Vespasiano Strada, né en 1582 à Rome où il est mort en 1622, est un peintre et un graveur italien maniériste, qui a été actif à Rome et dont Giovanni Baglione a écrit la biographie.

## Biographie
Né à Rome de parents espagnols, il travaille a fresco et embellit de nombreuses églises et édifices publics à Rome.

## Œuvres
- Cloître du monastère Sant' Onofrio,
- Visitation de la Vierge et Adoration des bergers, église Santa Maria Maddalena in Campo Marzio,
- Épisodes de la vie de San Feliciano, cathédrale San Feliciano, Foligno

Il meurt à Rome, pendant la papauté de Paul V.